# Change (Taylor Swift)
"Change" je country pop pjesma američke country pjevačice Taylor Swift. Pjesmu je napisala Swift, a producent je Nathan Chapman. Pjesma je objavljena 8. kolovoza 2008. kao promotivni singl s njenog drugog studijskog albuma Fearless u izdanju Big Machine Recordsa. Pjesma se također nalazi na kompilaciji AT&T Team USA Soundtrack. Pjesma se plasirala na desetoj poziciji ljestvice Billboard Hot 100.

## Uspjeh pjesme
Pjesma je debitirala na 20. poziciji ljestvice Bubbling Under Hot 100 Singles. Sljedećeg tjedna pjesma je debitirala na desetoj poziciji ljestvice Billboard Hot 100 te na trećoj poziciji ljestvice Hot Digital Songs. Pjesma se također plasirala na 57. poziciji ljestvice Hot Country Songs.

## Popis pjesama
Digitalno preuzimanje
1. "Change" - 4:40

## Videospot
NBC je objavio spot na svojoj službenoj stranici. Spot sadrži prikaze Swiftinog nastupa i spotiće američkih olimpijaca. Spot je objavljen preko iTunesa 25. studenog 2009. godine.

## Ljestvice
| Chart (2008.)                   | Najviša poszicija |
| ------------------------------- | ----------------- |
| SAD Billboard Hot 100           | 10                |
| SAD Billboard Hot Country Songs | 57                |
| SAD Billboard Hot Digital Songs | 3                 |
| SAD Billboard Pop 100           | 21                |

## Change (Taylor's Version)
11. veljače 2021. godine u emisiji Good Morning America, Swift je izjavila kako će ponovno snimljena verzija pjesme "Change", naslovljena "Change (Taylor's Version)", biti objavljena 9. travanja 2021. kao  pjesma sa Swiftinog ponovno snimljenog "Fearless" albuma, pod nazivom "Fearless (Taylor's Version)".